# Tranosemella coxalis
Tranosemella coxalis là một loài tò vò trong họ Ichneumonidae.